# Hoher Hagen (Rothaargebirge)
Der Hohe Hagen bei Siedlinghausen im nordrhein-westfälischen Hochsauerlandkreis ist ein 729,6 m ü. NHN hoher Berg im Rothaargebirge.

## Geographie

### Lage
Der Hohe Hagen liegt im Nordteil des Rothaargebirges im Naturparks Sauerland-Rothaargebirge, im Hochsauerland. Sein Gipfel erhebt sich 2,3 km ostsüdöstlich von Siedlinghausen, zu dessen Gemarkung er gehört, 2,1 km südwestlich von Niedersfeld und 2,5 km (jeweils Luftlinie) nordnordöstlich von Silbach; die drei Dörfer sind Stadtteile von Winterberg.
Vorbei am Berg fließen im Südosten die Voßmecke, die in den östlich befindlichen und von der nordöstlich des Bergs entspringenden Stammecke gespeisten Oberlauf der Ruhr mündet, und im Westen verläuft der Neger-Zufluss Namenlose; letztere wird von der auf dem Übergangsbereich zur südlich befindlichen Nordhelle (792,2 m) quellenden Burmecke gespeist. Nordwestlich des Bergs entspringt der Neger-Zufluss Hambkebecke.

### Naturräumliche Zuordnung
Der Hohe Hagen gehört in der naturräumlichen Haupteinheitengruppe Süderbergland (Nr. 33) in der Haupteinheit Rothaargebirge (mit Hochsauerland) (333) und in der Untereinheit Winterberger Hochland (333.5) zum Naturraum Nordheller Höhen (333.57), wobei seine Nordwestflanke in der Untereinheit Hochsauerländer Schluchtgebirge (333.8) in den Naturraum Bödefelder Mulde (mit Assinghauser Grund) (333.80) abfällt.

### Nebenkuppen und Nachbarberge
Zu den Nachbarbergen und -erhebungen des bewaldeten Hohen Hagen gehören ein jenseits eines 675,3 m hohen Sattels befindlicher und laut Deutscher Grundkarte 710,7 m (⊙) hoher und namenloser Berg, der 1,3 km nördlich liegt. Östlich befindet sich jenseits des Ruhrtals der Rimberg (764,5 m), südöstlich der Eschenberg (726 m) mit dem Skigebiet Eschenberg, südlich die Nordhelle (792,2 m), westsüdwestlich der Iberg (703,7 m) mit jenseits davon und des Namenlosetals gelegenem Meisterstein (636,4 m).

### Berghöhe
Die Höhe des Hohen Hagen, der im Rahmen seines Westgipfels 729,0 m hoch ist und einen 728,8 m hohen Ostgipfel hat, wird teils mit nur 724 oder 725 m angegeben. Diese auf- oder abgerundeten Werte beziehen sich aber auf einen etwas nordwestlich des Westgipfels auf 724,4 m Höhe liegenden trigonometrischen Punkt oder auf eine nordöstlich des Ostgipfels auf 725,1 m Höhe gelegene Stelle. Eine 723,8 m hohe Scharte verbindet West- und Ostgipfel.

## Schutzgebiete
Auf dem Hohen Hagen liegen Teile des Landschaftsschutzgebiets Teilgebiet der Stadt Winterberg (CDDA-Nr. 325127; 1994 ausgewiesen; 75,32 km² groß). Bis auf seine Nordflanke reichen im Rahmen des Stammecketals Teile des Naturschutzgebiets (NSG) Huckeshohl-Lorenbecke (CDDA-Nr. 389790; 2006; 32,07 ha). Auf dem Ausläufer Iberg befindet sich das NSG Iberg (CDDA-Nr. 389794; 2006; 23,67 ha).

## Verkehr und Wandern
Vorbei am Hohen Hagen führen im Osten entlang der Ruhr die Bundesstraße 480 (Niedersfeld-Winterberg) und im Westen entlang der Namenlose die Landesstraße 740 (Siedlinghausen–Silbach). Zum Beispiel an diesen Straßen beginnend kann der Berg auf Waldwegen und -pfaden erwandert werden. Über die Südflanke des Bergs verläuft der Europäische Fernwanderweg E1. Nördlich um den Hohen Hagen herum führt die Winterberger Hochtour. An einem Wald- und Wanderweg steht südlich vom Übergangsbereich zum Iberg die Elberfelder Hütte, eine Berghütte des Deutschen Alpenvereins, und an einem anderen Weg auf dem Übergangsbereich zum Eschenberg ein St.-Blasius-Bildstock.